# Département de Chinguetti

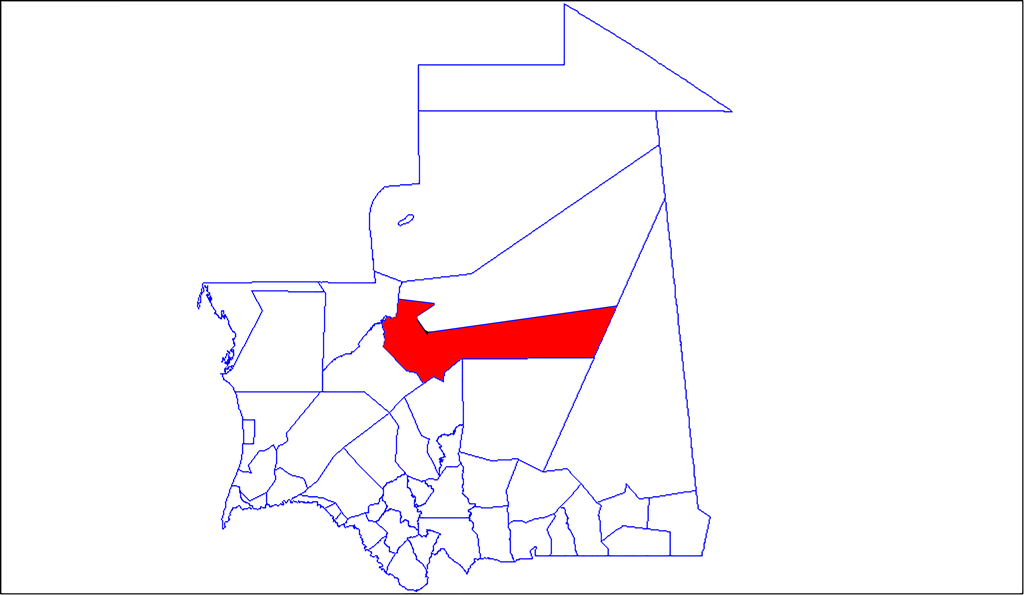
Localisation du département de Chinguetti en Mauritanie.

Le département de Chinguetti est l'un des quatre départements (appelés officiellement moughataas) de la région de l'Adrar en Mauritanie.

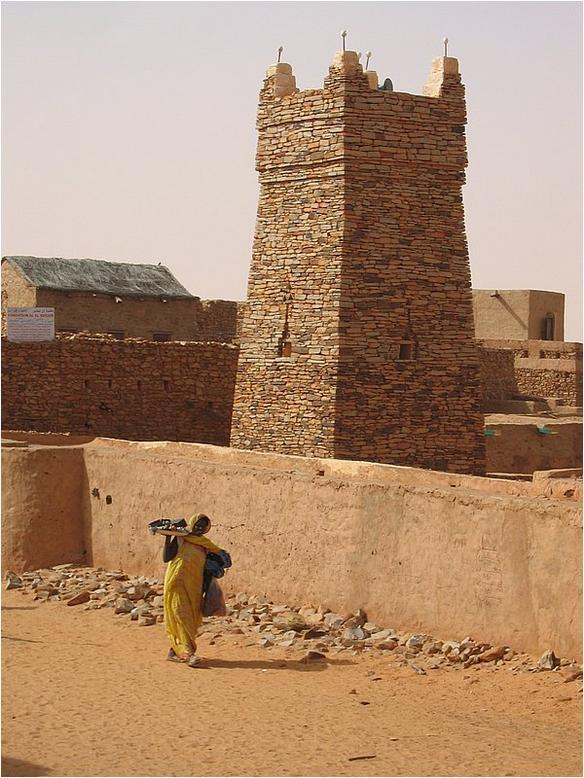
Mosquée Chinguetti

## Liste des communes du département
Le département de Chinguetti est constitué de deux communes :
- Chinguetti
- Aïn Savra

En 2000, l'ensemble de la population du département de Chinguetti regroupe un total de 6 704 habitants (3 077 hommes et 3 627 femmes).